# 黏高鬚魮
黏高鬚魮（学名：Hypselobarbus curmuca）为輻鰭魚綱鯉形目鲤科的其中一種，分布於亞洲印度，棲息在沙泥底質的河川或深水潭，體長可達120公分，可做為食用魚及養殖魚類。

## 扩展阅读
維基物種上的相關：黏高鬚魮